# RFC Mandel United
Royal Football Club Mandel United, más conocido como Mandel United, es un equipo de fútbol belga de las ciudades de Izegem e Ingelmunster, en la provincia de Flandes Occidental. Está afiliado a la Real Asociación Belga con la matrícula nº 935. Creado en 2017 como una fusión entre el KFC Izegem y el OMS Ingelmunster. Actualmente compite en la División 2, cuarto nivel en la pirámide del país.

## Historia

### KFC Izegem y OMS Ingelmunster
KFC Izegem se funda en 1926 como Football Club Izegem y se unió a la Real Asociación Belga de fútbol (KBVB) en 1927 con la matrícula 935. Jugó la Segunda División durante varias temporadas, pero la mayor parte de su historia fue un club de ligas provinciales. Olympic Molen Sport Ingelmunster con matrícula 9441 se funda en 2003 tras la reubicación del primer club del municipio, KSV Ingelmunster. El club logró alcanzar la Cuarta División en 2012. En 2017, se proclamó campeón de la Tercera División Aficionada.

## Fusión y ascenso
En la primavera de 2017 se forma el KFC Mandel United tras la unión del KFC Izegem y OMS Ingelmunster. Desde la temporada 2017–18, ambos clubs siguieron juntos bajo la denominación KFC Mandel United con la matrícula 935 heredada del KFC Izegem. En la primera temporada terminaron jugando en el estadio de Ingelmunster, mientras que se construía uno nuevo de césped artificial en Izegem donde el club jugaría desde la 2019–20. En 2018, se decidió que esa temporada se jugara también en Ingelmunster.
En la temporada 2018–19, el equipo realizó una memorable actuación en la Copa Belga al eliminar al Primera División Waasland-Beveren 1–2 a domicilio para alcanzar los octavos de final. En un partido apretado, fueron eliminados por el Sint-Truiden por 3–2.
En 2020 logró el ascenso al tercer nivel del fútbol belga, la División Nacional 1, en su tercer año de vida.
En 2021 el club cambia el escudo y la denominación, pasando a llamarse Royal FC Mandel United.
En la temporada 2022-23 acaba colista y desciende a la División 2.

## Palmarés
- Segunda División Aficionada:
  - Subcampeón (3): 2017/18, 2018/19, 2019/20
- División 3:
  - Campeón: 2024/25
- Copa de Bélgica:
  - Octavos de final (1): 2018-19

## Resultados
| Temporada | Nivel | Nivel | Nivel | Nivel | Nivel | Nivel | Nivel | Nivel | Nivel | División               | Puntos | Observaciones                                           |
|           | 1A    | 1B    | 1Am   | 2Am   | 3Am   | P.I   | P.II  | P.III | P.IV  |                        |        | Desde 2016-17 hay 3 niveles nacionales y 2 regionales   |
| --------- | ----- | ----- | ----- | ----- | ----- | ----- | ----- | ----- | ----- | ---------------------- | ------ | ------------------------------------------------------- |
| 2017/18   |       |       |       | 2     |       |       |       |       |       | Segunda División Afic. | 57     | Derrota en play-off de ascenso contra el RFC Lieja      |
| 2018/19   |       |       |       | 2     |       |       |       |       |       | Segunda División Afic. | 60     | Derrota en play-off de ascenso contra el KSK Ronse      |
| 2019/20   |       |       |       | 2     |       |       |       |       |       | Segunda División Afic. | 45     | Suspendida prematuramente por la crisis del Coronavirus |
| 2020/21   |       |       |       |       |       |       |       |       |       | División Nacional 1    |        | No se jugó por la crisis del Covid-19                   |
| 2021/22   |       |       | 14    |       |       |       |       |       |       | División Nacional 1    | 19     |                                                         |
| 2022/23   |       |       | 20    |       |       |       |       |       |       | División Nacional 1    | 14     | descenso                                                |
| 2023/24   |       |       |       | 17    |       |       |       |       |       | División 2             | 37     | descenso                                                |
| 2024/25   |       |       |       |       | 1     |       |       |       |       | División 3             | 67     | ascenso                                                 |